# DallAmeriCaruso - Live at Village Gate, New York 23/03/1986
DallAmeriCaruso - Live at Village Gate, New York 23/03/1986 è un album dal vivo del cantautore italiano Lucio Dalla, registrazione integrale del concerto tenuto al Village Gate di New York il 23 marzo 1986 durante il suo tour americano e pubblicato il 20 novembre 2023.
Le tracce presenti nell'album provengono da registrazioni differenti rispetto a quelle dell'omonimo album del 1986.

## Tracce
1. Viaggi organizzati – 5:56
2. L'ultima luna – 7:31
3. Anna e Marco – 5:09
4. Tutta la vita – 5:19
5. Se io fossi un angelo – 5:05
6. Cara – 6:26
7. Washington – 7:03
8. La sera dei miracoli – 5:18
9. Balla balla ballerino – 5:41
10. Tango – 4:33
11. Chiedi chi erano i Beatles – 5:54
12. Futura – 5:41
13. Stella di mare – 7:06
14. L'anno che verrà – 6:15
15. 4/3/1943 – 5:02
16. Caruso – 5:12 – (bonus track presente solo nell'album in formato digitale)

Le versioni fisiche contengono anche tre testi scritti da Walter Veltroni, Ambrogio Lo Giudice e Lorenzo Cazzaniga.

## Formazione
- Lucio Dalla - voce, pianoforte e tastiera
- Ricky Portera - chitarra e cori
- Aldo Fedele - tastiere
- Gaetano Curreri - tastiere e cori; voce in "Chiedi chi erano i Beatles"
- Marco Nanni - basso
- Giovanni Pezzoli - batteria
- Bruno Mariani - chitarra in "Caruso"
- Roberto Costa - tastiera e basso in "Caruso"